# J. C. Tran
Pour les articles homonymes, voir Tran (homonyme).
Justin Cuong Van Tran, né le 20 janvier 1977 au Vietnam, est un joueur de poker professionnel.
J.C. Tran est le plus jeune d’une famille de 8 enfants. À l’âge de 2 ans, ses parents partent du Vietnam pour les États-Unis où plus tard il recevra un diplôme de Management économique de l’Université de Sacramento.
Il construit sa bankroll en jouant au casino Capitol à Sacramento. En voyant ses bons résultats, il décide de passer joueur professionnel.
J.C. a fait 5 tables finales du World Poker Tour et a remporté un titre en 2007 sur l'étape du World Poker Challenge. La même année il devient joueur de l'année WPT.
Il a participé à 6 tables finales des World Series of Poker et a gagné 2 bracelets: En NL Hold'em (2008), et en PL Omaha (2009).
J.C. Tran a remporté plus de 8 000 000 $ en tournois.
Il a également fait ses preuves sur internet, car en 2006 il a gagné le Main Event du World Championship of Online Poker sur PokerStars.